# Gobiobotia
Gobiobotia – rodzaj słodkowodnych ryb z rodziny karpiowatych (Cyprinidae).

## Występowanie
Chiny, Korea, wschodnia Rosja i Tajwan.

## Klasyfikacja
Gatunki zaliczane do tego rodzaju:
- Gobiobotia abbreviata
- Gobiobotia brevibarba
- Gobiobotia brevirostris
- Gobiobotia cheni
- Gobiobotia filifer
- Gobiobotia guilingensis
- Gobiobotia homalopteroidea
- Gobiobotia intermedia
- Gobiobotia jiangxiensis
- Gobiobotia kolleri
- Gobiobotia longibarba
- Gobiobotia macrocephala
- Gobiobotia meridionalis
- Gobiobotia naktongensis
- Gobiobotia nicholsi
- Gobiobotia pappenheimi – kiełb ośmiowąsy[3]
- Gobiobotia paucirastella
- Gobiobotia tungi
- Gobiobotia yuanjiangensis

Gatunkiem typowym jest Gobiobotia pappenheimi.